# Neuer Friedhof (Hambach)

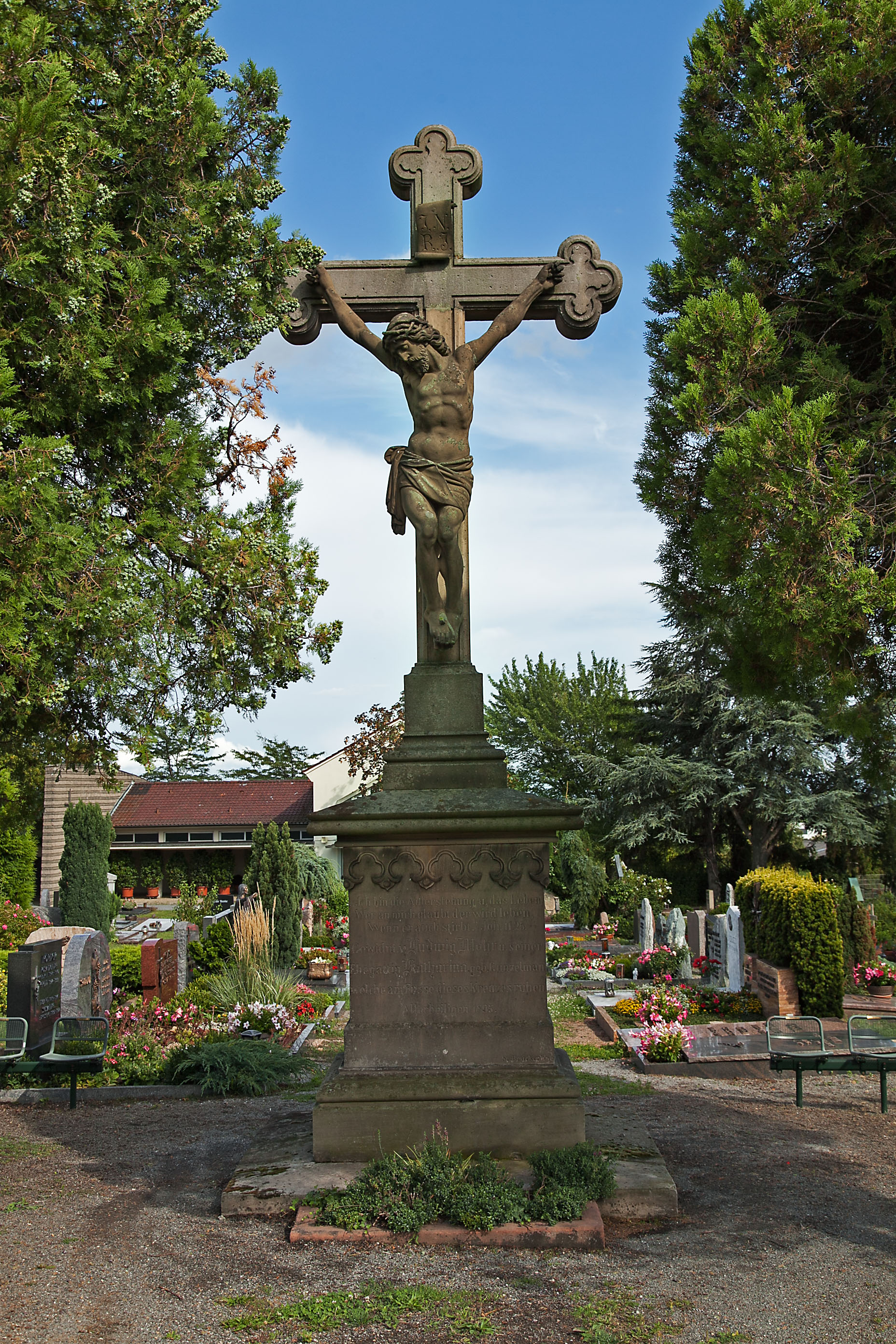
Denkmalgeschütztes Friedhofskreuz

Der Neue Friedhof von Hambach ist ein in Teilen denkmalgeschütztes Anwesen in Neustadt an der Weinstraße.

## Lage
Der Friedhof trägt die Anschrift Horstweg 27 und befindet sich innerhalb des Haardtrandes am östlichen Siedlungsrand des Stadtteils Hambach. Westlich steht die in den 1950er Jahren errichtete Dr.-Albert-Finck-Schule.
Unmittelbar südlich verläuft der Horstweg und unmittelbar westlich der Diedesfelder Weg, die sich unweit des Friedhofs kreuzen. Südlich, östlich und nördlich schließen sich Weinberge des Weinanbaugebiets Pfalz an.

## Geschichte
Der Friedhof entstand um 1900 und ersetzte seinen von 1819 bis 1896 benutzten Vorgänger am Römerweg, der mittlerweile in einen Spielplatz umgewandelt wurde. Die Leichenhalle kam 1961 hinzu. Zudem befindet sich auf dem Friedhof das Grabkreuz von Albert Finck (1895–1956), der von 1951 bis zu seinem Tod als Kultusminister des Landes Rheinland-Pfalz amtierte.
Im Laufe der 2000er Jahre wurde am Bauwerk – wie bei vielen anderen innerhalb von Hambach – eine Infotafel mit der Überschrift Neuer Friedhof angebracht, die einen geschichtlichen Abriss über das Areal enthält.

## Denkmalgeschützte Teile
Die straßenseitige Einfriedung mit Toranlage entstand bereits 1895. Im selben Jahr wurde das Friedhofskreuz geschaffen.
Das Kriegerdenkmal, das als  Mahnmal für die Gefallenen und Kriegsteilnehmer des Deutschen, des Deutsch-Französischen Kriegs sowie nachträglich für die beiden Weltkriege dient, stellt einen aufgesockelten Obelisk dar, der 1910 errichtet wurde.
Hinzu kommt die  Familiengrabstätte S. Lederle († 1875), die unter anderem das Grab des 1919 verstorbenen Georg Grohé umfasst; bei letzterem handelt es sich um eine Galvanoplastik eines Engels. Darüber hinaus enthält der Friedhof das Grabmal Familie R. Brettinger, das durch die ädikulaartige Rahmung und ein Christus-Hochrelief hervor sticht.